# Hasmik Boghossian
Pour les articles homonymes, voir Boghossian.
Hasmik Boghossian (en arménien : Հասմիկ Պողոսյան), née le 22 mai 1960 à Erevan, est une personnalité politique arménienne, ministre de la Culture du pays de 2006 à 2016.

## Biographie
Hasmik Poghosyan est née le 22 mai 1960 à Erevan. Son père est l'historien et homme politique Stepan Boghossian (en).
Elle a notamment étudié la biologie à l'université d'État d'Erevan, discipline qu'elle enseigne par la suite.
Elle est nommée ministre de la Culture de l'Arménie en 2006.

## Distinctions
- Officier des Arts et des Lettres (2009)[1]
- Médaille Khorenatsi (en) (2011)[2]
- Médaille du souvenir du Premier ministre (2014)
- Médaille du service à la patrie de seconde classe (hy) (2015)[2]